# ルジーナ (小惑星)
ルジーナ (285 Regina) は小惑星帯にある典型的な大きめの小惑星の一つ。
1889年8月3日にニースでオーギュスト・シャルロワによって発見された。ルジーナというのはフランス語の女性名であるが、正確な由来は不明。